# Union sportive ouvrière normande de Mondeville
Actualités
L'Union sportive ouvrière normande de Mondeville est un club français de football de Mondeville (en banlieue de Caen) fondé en 1991.
L'équipe première évolue actuellement en championnat de Régional 1.

## Historique
L'USON Mondeville résulte de la fusion de l'Union sportive ouvrière Mondeville, fondée en 1925, et de l'Union sportive normande, fondée en 1933. Ces deux clubs étaient issus du Groupe sportif de Mondeville fondé en septembre 1920, club omnisports subventionné par la Société métallurgique de Normandie. Ils ont la particularité d'avoir été composés uniquement d'ouvriers de la SMN à leurs débuts. 
Ce sont les difficultés économiques de la SMN qui ont conduit les deux équipes à fusionner ensemble, en 1991, pour devenir l'Union sportive ouvrière normande de Mondeville, qui évolue désormais au stade Michel-Farré. 
Bien qu'ayant été un solide club de championnat amateur, l'USONM a été administrativement reléguée en Régional 1 à l'été 2018, après avoir pourtant terminé deuxième du championnat de National 3 lors de la saison 2017-2018. La direction du club a été remaniée et un nouveau projet lancé, avec pour objectif de faire remonter le club dans les divisions supérieures et de le stabiliser à court et long terme. Grâce à sa proximité avec le voisin malherbiste, le club compte désormais dans son staff Laurent Glaize (ex-recruteur au Stade Malherbe) et Thierry Traoré (ex-formateur au Stade Malherbe). Maxime Bossis, ancien international français et coéquipier de Michel Platini, a également rejoint le projet en 2019 pour lui faire bénéficier de son expérience du monde professionnel.
La priorité du club est également de développer son pôle formation autour d'un projet sportif et éducatif. La section jeunes du club a obtenu de la part de la FFF un label « élite » pour la période 2018-2021, la plus haute récompense attribuée par la Fédération au niveau amateur. Le club dispose en outre d'une section féminine depuis 2016, à laquelle la FFF a décerné un label « argent » pour la période 2018-2021.

## Identité

### Logos

Ancien logotype.
Ancien logo de l'USONM.

## Personnages emblématiques
Le personnage le plus illustre à avoir fréquenté le club est sans aucun doute Michel Hidalgo, qui fréquenta ses terrains dans sa jeunesse de 1946 à 1952.
Laurent Dufour a été l'entraîneur de l'USONM de 2006 à 2010, suivi par Jean-François Péron pendant trois ans. Après deux années réussies pour les A sous la houlette de Tony Rouillon (2016-2018), c'est désormais Thierry Traoré qui dirige l'équipe première et assure la formation au sein du club.
L'USON Mondeville est également un des clubs partenaires du SM Caen. Yohann Eudeline, Cédric Hengbart, Mustapha Traoré (en), Oumar N'Diaye, Youssef El-Arabi ou encore Yrondu Musavu-King (chez les jeunes uniquement) y ont joué avant d'intégrer le grand club caennais.
L'acteur et réalisateur Jean-Pascal Zadi, vainqueur du César du meilleur espoir masculin en 2021 a évolué en amateur au sein du club.

## Palmarès
- Champion de France CFA2 : 2000, 2004
- Champion de DH Basse-Normandie :  1995, 2000, 2003, 2017
- Meilleure performance en Coupe de France : 1/32e de finale (1999, 2000)